# وینبگو (مینه‌سوتا)
وینبگو، مینه‌سوتا (به انگلیسی: Winnebago, Minnesota) یک شهر در ایالات متحده آمریکا است که در شهرستان فریبلت، مینه‌سوتا واقع شده‌است.

## خصوصیات
وینبگو ۵٫۸۸ کیلومترمربع مساحت و ۱٬۴۳۷ نفر جمعیت دارد و ۳۳۹ متر بالاتر از سطح دریا واقع شده‌است.